# Афригіди
Афригіди (305 —995 роки) — династія володарів Хорезму (хорезмшахів) протягом античності та раннього Середньовіччя. Тривалий час зберігало незалежність від сусідніх держав — Ахеменідської імперії, Селевкідського царства, Греко-бактрійського царства, Сасанідської держави. У VIII ст. визнали зверхність Багдадського халіфату. У 995 році була повалена перською династією Мамунідів.

## Історія
Хорезмійська держава є однією з давніх в Азії. Вважається, що вона утворилася у вигляді конфедерації масагетських племен у 1200 році до н. е. Першою династію розглядаються Сіявушиди. Тривалий час перебувала під зверхністю Перської імперії, потім Греко-Бактії та Кушанської імперії. З занепадом останньої у III ст. н. е. Хорезм домігся незалежності. Африг, представник однією з родинних гілок Сіявушидів (синів Вазамара) став засновником нової династії, що перебрала владу в Хорезмі. також цю династію іноді називають Вазамаридами. Столицю було перенесено до міста Кят (сучасний Біруні).
Про діяльність хорезмшахів з династії Афригідів відомо лише завдяки записам в сасанідських джерелах, а також за нумізматичними дослідженнями. У V ст. Афригіди вимушені були визнати зверхність ефталітів, що завдали низки поразок хорезмійському війську. Втім вже напочатку VI ст. в союзі з Сасанідською Персією відновили самостійність. У 569 році встановлено дипломатичні стосунки з Візантійською імперією.
Слідом за цим на нетривалий час Афригіди потрапили у залежність від Тюркського каганату, а на початку VII ст. — Західного тюркського каганату, який розглядали радше як союзників проти Сасанідів. Вдала політика, союз з Хазарією, уйгурами зрештою сприяв звільненню від влади каганів та перських шахів до 650-х років. Після цього встановлено дипломатичні та торговельні стосунки з династією Тан, що панувала в Китаї.
Внаслідок відновлення наступу Персії у VII ст. було втрачено Лівобережжя Амудар'ї. Поразка Сасанідів у війнах з арабами-мусульманами призвело до відновлення держави Афригідів в колишніх кордонах, окрім нпівденної частини, де утворилася держава Хамджерда.
У 681 році відбулася перша сутичками з арабами. Афригідам здалося відбити напад військовика Салма ібн Зіяда. У 709 році роздроблені держави Бухари і Согдіани були підкорені арабським військовиком Кутейбою ібн Муслімом, який слідуючи своїй улюбленої тактиці, дочекався коли в Хорезмі спалахне внутрішня незгода, розпочата в 712 році бунтівним сином правителя Хуррзадом, що виступив проти старої аристократії з опорою на бідноту. Після першого походу Кутейби народ знову повстав і вбив правителя, і арабам довелося повернутися, щоб посадити на престол його сина — Аскаджамука II, який визнав васальну залежність від Арабського халіфату. 
У 713 році на Лівобережжі Амудар'ї було утворено арабське намісництво для контролю над Хорезмом. Протягом 720-730-х років спалахувало декілька повстань, що було придушено. Столицю  намісників переведено до Гурганджа. У 740-х роках афригіди виступили на боці повсталих Абу муслима проти Омеядів. 
Разом з тим Афригіди зберігали активну зовнішню політику: у 751 та 762 роках хорезмшахи Савшахан та Турксабаса відповідно відправляли посольства до імператорівз династії Тан. Наприкінці VIII століття онук Аскаджамука II прийняв ісламське ім'я Абдаллах та повністю визнав зверхність халіфів.
З послаблення арабської держави Аббасидів у VIII ст. Афригіди стають фактично незалежними. Водночас укладають союзи з Тахірідами та Саманідами, згодом визнають владу цих правителів. Вигідне розташування та міцна економіка сприяли збереження влади цієї династією в Хорезмі до X ст. В цей час на лівому березі Амудар'ї утворюється напівнезалежна держава арабських намісників з адміністративним центром в Гурганджі, що приймають титул емірів. У 992 році Афригіди невдало втрутилися у боротьбу в Саманідській державі. В результаті цим скористалися еміри Гурганджа з роду Мамунідів, що перемогли та повалили Афригідів, захопивши весь Хорезм.

## Управління
На чолі стояв хорезмшах, якому підпорядокувалися чиновники, війська та судді. Втім він не був поновладним володарем. В важливих питаннях внутрішньої та зовнішньої політики він збирав велику раду — хабр, членами якої були представники аристократії (муллу), дехкани (місцева знать) та так званні вчені. 

## Володарі
- Африг (305—?)
- Багра (2-а чверть IV ст.)
- Саххасак
- Аскаджамук I
- Аскаджавар I
- Сахр I
- Шауш
- Хамгарі
- Бузгар
- Арсамух
- Сахр II
- Сабри
- Азкаджавар II (?—712)
- Хуррзад (712)
- Аскаджамук II (712—до 740)
- Савшафан (бл. 740—758)
- Турксабаса (бл. 758—780)
- Абдаллах ібн Турксабаса
- Мансур ібн Абдаллах
- Ерак ібн Мансур
- Мухаммед ібн Ерак
- Абу-Саїд Ахмад (?—967)
- Абу-Абдаллах Мухаммед (967—995)

## Соціальний стан
З VI ст. починають складатися феодальні стосунки. Основу складало володіння землею, яка належала хорезмшаху, членам його родини, аристократії та місцевих феодалам. Хорезмшахи споруджували власні палаци (кахи),а інші на знак могутності будували замки у вигляді башти (кьошек) Значними власниками також були спочатку зороастрійське жрецтво, а потім мусульманське духівництво. Особливий статус мали власники майстерень, караван-сараїв, торгівці. Залежними станами були кеди (прості общинники та містяни). Також зберігалося рабовласництво.

## Економіка
Основу становило землеробство та торгівля. Клімат та ґрунти сприяли піднесенню сільського господарства. Також стає центром торгівлі між кочовими племенами та державними утвореннями Центральної Азії з Персією. Продовжували карбувати традиційні хорезмійські монети з вершником (срібні та мідні). також зустрічаються монети з двогорбним верблюдом.

## Культура
Протягом тривалого часу основою релігією Афригідів був зороастризм. Існував також культ богині Анаїти. Також було свято Фагбіруя («Похід володаря»), що повинен був підтримувати славу династії. Мешканці ховали кістки померлих в оссуаріях, які містилися в наусі (на кшталт мавзолеїв). У V—VI ст. сюди проникає юдаїзм та християнство, утворюються невеличкі громади прихильників цих релігій. В городищі Акшіханкала розташовувався династичних храм Афригідів, де знайдені деякі зображення хорезмшахів.
Лише у 750-х років відбувається навернення до ісламу хорезмшаху, його родину та почту. Втім знать й інше населення тривалий час залишалися вірним традиційній релігії. на час падіння династії більша частина міського населення сповідувала іслам, втім серед селян зберігалися зороастрійські традиції.
У IX-X ст. при частковому збереженні хорезмійської писемності відбувся перехід на арабську.